# РДС-9
РДС-9 — советский малогабаритный ядерный заряд имплозивного типа, разработанный для торпеды Т-5 калибра 533 мм. Заряд разрабатывался в начале 1950-х в КБ-11 под руководством Ю. Б. Харитона, главный конструктор был Н. Л. Духов. Ядро заряда состояло из 239Pu. Первое его испытание состоялось 19 октября 1954 года на Семипалатинском полигоне на площадке П-2 опытного поля, с установкой заряда на 15-метровую вышку. Взрыв ВВ не вызвал цепную реакцию деления, в результате чего ядерного взрыва не последовало, а площадка была заражена 239Pu. Это был первый отказ в истории ядерных испытаний СССР.
Вот как его вспоминает кинооператор Рафиков М. М., в интервью Российской
газете:

Вместо ослепительного огня и последующего стремительно растущего мощного гриба появилась тонконогая поганка с недоразвитой шляпкой. Все в недоумении — а где ядерный взрыв?
Вскоре к нам подъезжает автомобиль. Выходят человек с бородой — понятно, академик Курчатов, с ним наш куратор на полигоне — начальник по режиму Поляков и режиссёр Боголепов. Сдержанно поздоровались. Курчатов озадачен, нервничает, не отрывает глаз от дымящейся «поганки». Поляков отводит нас в сторонку и говорит: «Вот, ребята, у нас первый отказ. Не сработало что-то. Но мы не можем направить туда ученых. Хорошо бы кому-то из вас подлететь на вертолете и снять, что там происходит».
Тут и Курчатов посмотрел на меня внимательно. Делать нечего — лечу. Попросил только дать помощника — камеры перезаряжать. Помочь согласился Игорь Касаткин. Нас предупредили, что бомба еще жива и дышит весьма грозно — может в любой момент сработать на полную. Вертолетчик был один — рисковать всем экипажем не стали. Я занял место второго пилота, открыл окно. Подлетели к «поганке». Снимаю одну кассету, пока Игорь перезаряжал аппарат — вторую, потом и за третью принялся. Нужно было зафиксировать все наружные подробности и детали — рычаги, провода — со всех сторон на разных планах. Минут 10 работал в бешеном темпе. Вертолет то зависал, то облетал продолжавший дымиться объект. Вроде бы все, но для полного счастья как всегда чего-то мне не хватало. Захотелось снять еще крупнее. Говорю пилоту: «Давай ниже!» Тут уж у него нервы не выдержали, стал меня материть, на чем свет стоит. «Снял?» — «Снял». — «Тогда все». И мы очень резво от той «поганки» ретировались.
— http://www.rg.ru/2012/01/12/cameramen.html

## Другие испытания заряда
Летом 1955 года на Семипалатинском полигоне состоялись повторные испытания 3 модернизированных зарядов типа РДС-9, лучший был выбран для предстоящих морских испытаний.
21 сентября 1955 года заряд РДС-9 в сборке вместе с торпедой Т-5 был успешно испытан в морских условиях на полигоне Новая Земля. Торпеда была погружена с тральщика на глубину 12 м, после чего была подорвана. Энерговыделение оценили в 3,5 кт.
10 октября 1957 года в бухте губы Чёрной на Новой Земле прошли боевые стрельбы торпедой Т-5 с подлодки «С-144» проекта 613. Торпеда была пущена с расстояния 10 км от предполагаемой цели и взорвалась на глубине 30 метров в центре мишенной обстановки, потопив несколько кораблей-мишеней. Энерговыделение составило 10 кт.
23 и 27 октября 1961 года на Новой Земле состоялось морское учение «Коралл», в котором предусматривалась стрельба торпедами с ядерными зарядами по мишенной обстановке в бухте губы Чёрной. Первый выстрел был произведён с подлодки Б-130, торпеда взорвалась на глубине около 20 м, поразив цель, энерговыделение составило 4,8 кт. Второй взрыв был произведён 27 числа, но торпеда имела детонацию на поверхности воды с энерговыделением 16 кт.
| № | Дата                  | Место                   | Тип взрыва                | Мощность  | Примечания                |
| - | --------------------- | ----------------------- | ------------------------- | --------- | ------------------------- |
| 1 | 19 октября 1954 года  | Семипалатинский полигон | Наземный, 15 м вышка      | <0,001 кт | Отказ                     |
| 2 | 29 июля 1955 года     | Семипалатинский полигон | Наземный, 2,5 м платформа | 1,3 кт    |                           |
| 3 | 2 августа 1955 года   | Семипалатинский полигон | Наземный, 2,5 м платформа | 12 кт     |                           |
| 4 | 5 августа 1955 года   | Семипалатинский полигон | Наземный, 1,5 м платформа | 1,2 кт    |                           |
| 5 | 21 сентября 1955 года | Полигон Новая Земля     | Подводный, −12 м          | 3,5 кт    |                           |
| 6 | 10 октября 1957 года  | Полигон Новая Земля     | Подводный, −30 м          | 10 кт     | Первый пуск торпеды с ЯБЧ |
| 7 | 23 октября 1961 года  | Полигон Новая Земля     | Подводный, −20 м          | 4,8 кт    |                           |
| 8 | 27 октября 1961 года  | Полигон Новая Земля     | Взрыв на поверхности воды | 16 кт     |                           |